# Eukanuba
Eukanuba ([ˌjuːkəˈnuːbə] EW-kə-NOO-bə) — торгова марка кормів для собак і котів, що належать і виробляються Mars, Incorporated у всьому світі та Spectrum Brands на європейських ринках; раніше займався Procter & Gamble з 1999 по 2014 рік. Компанія випускає 17 різних видів сумішей для собак і 13 сумішей для котів.
У квітні 2014 року компанія Procter & Gamble оголосила, що продасть свої бренди кормів для домашніх тварин Eukanuba, Iams і Natura на всіх ринках, окрім Європи, Mars, Incorporated, за 2,9 мільярда доларів готівкою. P&G заявила, що ця угода дозволить їй втратити повільну роботу та отримати гроші для розвитку основного бізнесу. Угода щодо діяльності P&G Pet Care у Північній та Латинській Америці була завершена в серпні 2014 року. Mars, Inc також використовувала опціони на придбання бізнесу кормів для домашніх тварин P&G у деяких частинах Азіатсько-Тихоокеанського регіону, Близького Сходу та Африки, включаючи Австралію, Японію та Сінгапур . P&G продала свій європейський бізнес по догляду за домашніми тваринами Spectrum Brands у грудні 2014 року.

## Історія
В 1969 році Пол Ямс хотів відрізнити нову формулу від інших продуктів Iams. Іамс вирішив назвати цю нову формулу «Eukanuba» — термін, створений особистістю джазової епохи Хоагі Кармайклом, що означає «вершина» або «щось найвище» .

## Виробництво

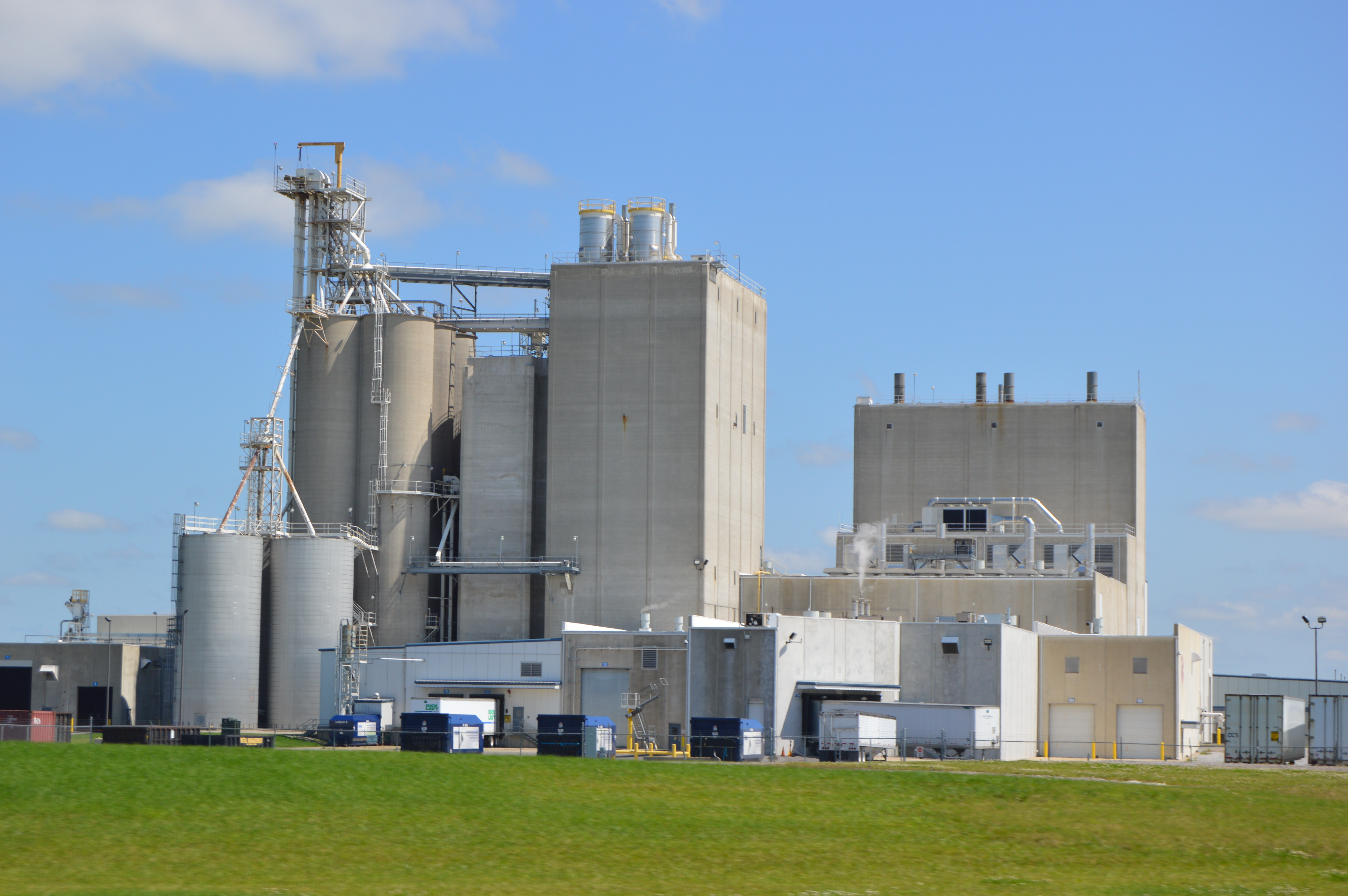
Лейпський виробничий завод

Коли виробничий завод Eukanuba в Лейпсіку, штат Огайо, належав P&G, це був найбільший завод P&G з виробництва собачих кормів. Металошукачі використовуються для виявлення сторонніх предметів, які могли впасти. Пакети позначаються цифрами, щоб вказати день і годину приготування їжі у форматі ДД/ММ/РРРР, щоб можна було відстежити сумки у разі відкликання.
Інгредієнти в продуктах Eukanuba містять тваринні та побічні продукти тваринного походження, якими є нерозтоплені легені, селезінка, нирки, мозок, печінка, кров, кістки, частково знежирена жирова тканина при низькій температурі, а також шлунки та кишечник, звільнені від їх вміст. До субпродуктів не відносяться волосся, роги, зуби і копита. Більшість інгредієнтів надходить із Сполучених Штатів, але обмежена кількість харчових добавок імпортується з таких країн, як Китай.

## Спонсорська допомога
Eukanuba була головним спонсором національного чемпіонату AKC/Eukanuba до грудня 2015 року 
У 2008 році шоу почало приймати Eukanuba World Challenge.
Eukanuba також є спонсором Teva Mountain Games.
Eukanuba є титульним спонсором перегонів Eukanuba Stage Stop Race у Джексоні, штат Вайомінг, про яку оголошено у липні 2015 року; колишній міжнародний етап Pedigree Stop Dog Race.
У грудні 2016 року спонсорство національного чемпіонату AKC було офіційно перетворено на спонсорство нової дочірньої компанії Eukanuba, Royal Canin. Шоу було перейменовано на «Національний чемпіонат AKC, представлений Royal Canin». Початкова присутність Royal Canin включала Джеррі О'Коннелла як знаменитого коментатора та головний приз у розмірі 50 000 доларів для собаки-переможця. Переможцем початкового партнерського заходу AKC/Royal Canin став собака породи пулі на прізвисько «Престон».